# 三木聖美
三木 聖美（みき さとみ、1978年8月19日 - ）は、福岡県北九州市出身の元バスケットボール選手である。現姓：中村。ポジションはポイントガード。「花の78年組」のひとり。

## 来歴
折尾中学校、名古屋短期大学附属高等学校（現・桜花学園高等学校）では全国タイトルを獲得。
卒業後、シャンソン化粧品に入社。バスケットボール部に所属し活躍。フリースロー賞など個人タイトルも獲得し、シャンソン黄金時代を支えた。
2004-05シーズンは主将を務め、5年ぶりの優勝に導いた。
全日本にも選ばれ、1998年世界選手権などにも出場。バンコクアジア大会では金メダルを獲得。ジュニア代表では得点王も獲得している。
2007年1月に結婚し、チーム初の既婚選手となったが、同年3月に現役を引退した。

## 経歴
- 名古屋短大高 - シャンソン化粧品（1997年〜2007年）